# 環状集落

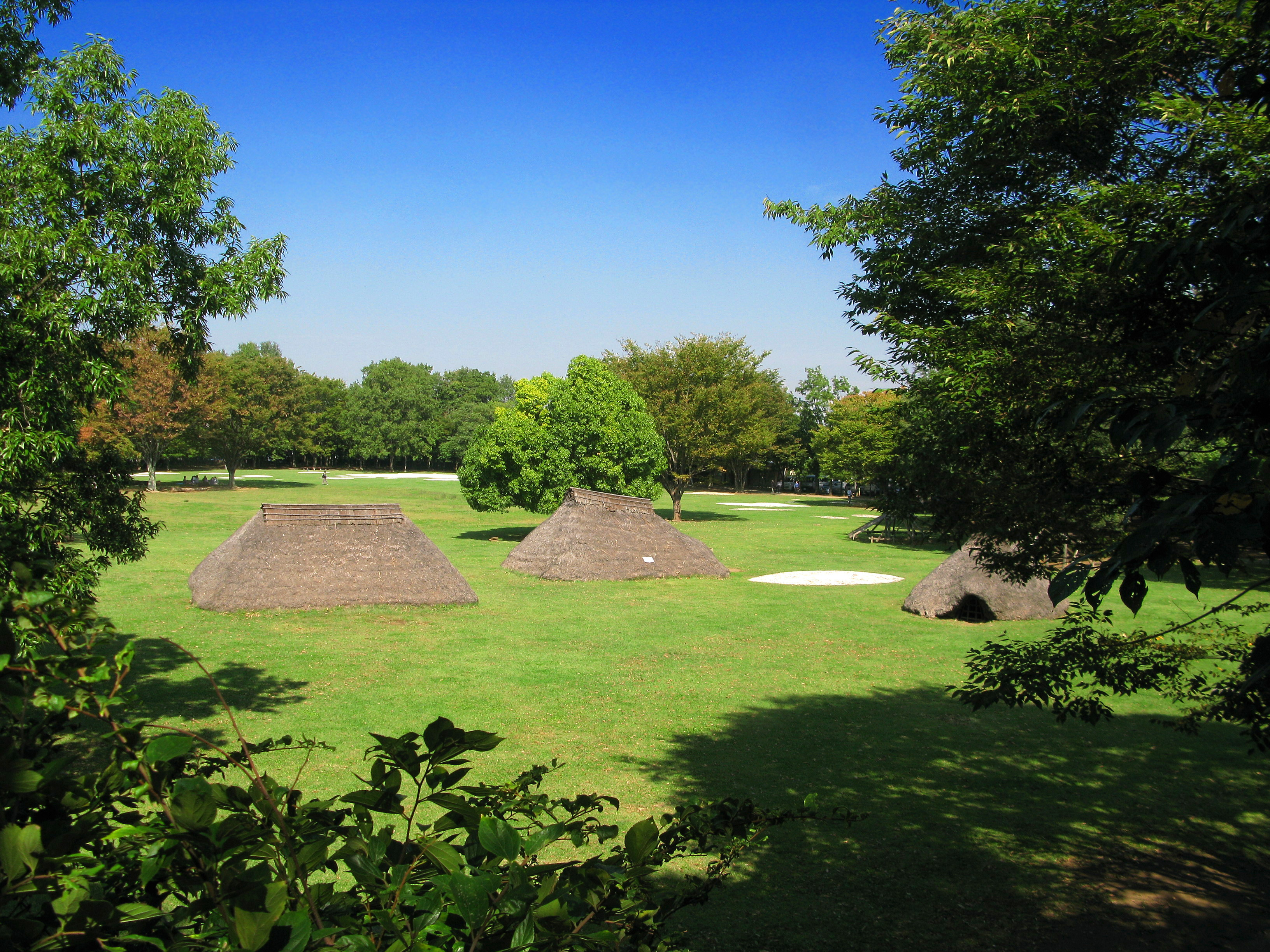
縄文前期の環状集落として知られる水子貝塚（埼玉県富士見市）

環状集落（かんじょうしゅうらく）とは、日本列島の縄文時代早期（1万1500年前 - 7000年前）末から前期（7000年前 - 5500年前）初頭に成立し、中期（5500年前 - 4400年前）・後期（4400年前 - 3200年前）にかけて、主に東日本を中心に発達した集落（ムラ）形態の一つ。広場を中心に墓域（土壙墓群）と居住域（竪穴建物群や掘立柱建物群）が同心円状=環状に展開する構造を特徴とする。千葉県の加曽利貝塚（国の特別史跡）などのような、貝層の分布が環状や馬蹄形状を呈するこの時代の貝塚遺跡の多くは、この集落形態を基礎に形成された。また秋田県の大湯環状列石（国の特別史跡・世界遺産）などのいわゆる環状列石（ストーンサークル）も、これを起源に成立した。

## 概要
縄文時代早期末から前期初頭に関東地方および中部地方で出現し始め、中期に最も隆盛する定型化した集落形態である。台地上の平坦地や、その縁辺部に形成される。
環状ないし馬蹄形状の縄文集落遺跡の存在は、学界では太平洋戦争以前の1930～40年代から知られていたが、戦後の1954年（昭和29年）の千葉県市川市の堀之内貝塚の発掘調査や、1955年（昭和30年）の和島誠一・岡本勇による神奈川県横浜市の南堀貝塚（なんぼりかいづか/みなんぼりかいづか）の発掘調査などが契機となって、この形態の集落が縄文時代社会像を解明する手掛かりとなる遺跡ではないかとして本格的に注目されるようになった。特に、和島誠一が1948年（昭和23年）の「原始集落の構成」などで発表（『日本歴史学講座1』掲載）した集落論（原始氏族共同体論、「和島集落論」ともいわれる）と、先に揚げた1955年（昭和30年）の南堀貝塚の発掘調査がその評価の原点となった。
水子貝塚や姥山貝塚などに同一の環状構造があることに注目した和島は、建物（住居）の「環状」配置という強い規制を、小さな血縁集団同士が広場を中心に結束することで、より大規模で強固な共同体へと発展していったことの表れであると考え、この血縁集団同士の紐帯関係に基づく氏族共同体の結成が、縄文時代社会の本質と考察した。そしてこの説を証明するために一集落遺跡全域を発掘することが不可欠と考えた和島は、横浜市南堀貝塚の調査を指揮し、台地上に50軒余りの竪穴建物群が環状に配置された縄文時代前期中頃の集落を完掘し、環状集落の姿を明らかにした。この調査結果を通じて和島や岡本は、この種の集落規模の拡大が、共同体の生産力をも拡大させ、縄文文化の発展に結び付いたと評価した。

### 歴史と変遷
関東地方南西部（神奈川県横浜市など）の例では、前期中葉に縄文海進により水産資源の獲れる内湾や汽水域が発達して人口増加が発生し、多くの環状集落の遺跡（遺跡名を「貝塚」と名付けられたものを含む）が出現する。その後、前期末に海退などの環境変化によると考えられる何らかの原因で集落数が激減するが、中期中葉（勝坂2式期）から再び増え始め、大規模環状集落の最盛期を迎える。しかし中期末に再び何らかの原因で関東・中部地方の広域にわたる範囲で一斉に集落減少がおこる。その後の後期前葉～中葉に、今までの環状集落には見られなかった村の長（オサ）の家とも考えられている特殊な配置・構造の建物である「核家屋（かくかおく）」の出現という社会的な変革を伴いながら再び復活するが、縄文時代晩期には解体していく。

## 構造
環状集落には「重帯構造（または重圏構造）」と「分節構造」と呼ばれる構造があることが明らかとなっている。

### 重帯構造
中央の広場に土坑墓群（墓地）が作られ、その周囲を取り囲むように掘立柱建物群（倉庫等）があり、さらにその周囲に竪穴建物群（居住域）が配置される。ほかに貯蔵穴群や、単なるゴミ捨て場ではなく祭祀行為など特殊な活動を伴って貝殻や土器・灰や焼土などの遺物が集積された場である「廃棄帯」が伴う場合もある。これを「重帯構造（または重圏構造）」という。居住域の直径は、70メートル程のものから大型では150メートル以上を測るものもある。重帯構造とその配置は強く規制されており、数百年間にわたって同じ範囲内に墓域や居住域が継続して営まれる例がある。

### 分節構造
重帯構造によって形成された、中央広場の墓群や周囲の環状居住域には、環状配置の内部でそれらの遺構分布に偏在域があり、複数の区分に分割できるものがある。これを「分節構造」という。円の直径で2分割される「二大群の構造」という区分が最も顕著に現れるが、その中でさらに小群に分割されるものもある。墓群の分節では、例えば岩手県紫波郡紫波町の西田遺跡では、中央広場で192基以上の土壙墓が見つかっているが、2列に並ぶ14基を中心として、それらを取り巻く周囲に8つに区分できる墓群が放射状に規則正しく配置されている。墓群の分節構造の存在は、死者の埋葬位置に厳格な取り決めが存在していることを示しており、これらの分節構造が環状集落内で血縁・系譜的に同一の出自を持つ小集団（出自集団）ごとのまとまりに基づいて形成された可能性が指摘されている。

## 双環状集落
環状集落には、ほぼ同時代に2つの環状集落が隣接ないし近接した位置に形成されたり、中期→後期など時期を異にしつつも隣接または近接して形成されたりして、両集落遺跡が「8」の字状に検出される事例があり、双環状集落（そうかんじょうしゅうらく）と呼ばれている。東京都西東京市の下野谷遺跡や、千葉市若葉区加曽利貝塚、神奈川県横浜市都筑区の三の丸遺跡・神隠丸山遺跡等が知られている。

## 貝塚形成との関係
環状集落内の、廃絶した竪穴建物跡などに貝殻や土器などが捨てられ（集積され）続けることで「廃棄帯」が生じ、これらが膨大な量で堆積して貝層を形成したものが貝塚である。これら廃棄帯には、墓群や建物（住居）群が持つものと同じように「分節構造」が形成される。現在発見される貝塚が、環状のほか、馬蹄形や「い」の字形となる例があるのは、これによるもので、加曽利貝塚などはその典型とされる。

## 環状列石との関係
秋田県鹿角市の大湯環状列石や北秋田市の伊勢堂岱遺跡などに代表される、縄文時代後期のいわゆる環状列石（ストーンサークル）も、発掘調査により中心域の石組遺構下に墓群があり、その周囲に竪穴建物群や掘立柱建物群が環状に存在することから、中期の環状集落を起源として、墓域に石のモニュメントが造られるようになって次第に発達し、周囲の建物群の規模が縮小することで祭祀の場として独立し、成立したと考えられている。谷口康浩は、縄文中期段階では環状集落構造の一部であった中央広場の集団墓が、後期以降、列石という視覚的な誇張を伴って巨大な祭祀モニュメントとして拡大していった背景に、大規模な土木工事や祭祀挙行、およびそれを運営する「指導力」ないし「威信」の存在を想定し、社会階層化を伴う縄文時代社会の構造変化があったのではないかと指摘している。

## 各地の環状集落
- 西海渕遺跡（さいかいぶちいせき）- 山形県村山市[19]。
- 西田遺跡（にしだいせき）- 岩手県紫波郡紫波町[20]。
- デーノタメ遺跡（デーノタメいせき）-埼玉県北本市下石戸下[21]。
- 水子貝塚（みずこかいづか）-埼玉県富士見市[22][23]。
- 行司免遺跡（ぎょうじめんいせき）-埼玉県比企郡嵐山町[24][25]。
- 下野谷遺跡（したのやいせき）-東京都西東京市東伏見[26]。
- 堀之内貝塚（ほりのうちかいづか）- 千葉県市川市[27]
- 姥山貝塚（うばやまかいづか）- 千葉県市川市[28]。
- 曽谷貝塚（そやかいづか）- 千葉県市川市[29]。
- 加曾利貝塚（かそりかいづか）- 千葉県千葉市若葉区[30]。
- 三の丸遺跡（さんのまるいせき）-神奈川県横浜市都筑区[31]。
- 小丸遺跡（こまるいせき）- 神奈川県横浜市都筑区[32]。
- 北川貝塚（きたがわかいづか）-神奈川県横浜市都筑区[33]。
- 神隠丸山遺跡（かみかくしまるやまいせき）- 神奈川県横浜市都筑区[34]。
- 南堀貝塚（なんぼりかいづか/みなんぼりかいづか）- 神奈川県横浜市都筑区[35]。
- 泉警察遺跡（いずみけいさついせき）-神奈川県横浜市泉区[36]。

## 関連文献
- 和島誠一 1948年9月「原始集落の構成」『日本歴史学講座1』学生書房 pp.7-10 NAIDBN 05391217